# Makawe otamatuakeke
Makawe otamatuakeke is een vlokreeftensoort uit de familie van de Talitridae. De wetenschappelijke naam van de soort is voor het eerst geldig gepubliceerd in 1994 door Duncan.